# Liste der Monuments historiques in Richebourg (Haute-Marne)
Die Liste der Monuments historiques in Richebourg führt die Monuments historiques in der französischen Gemeinde Richebourg auf.

## Liste der Immobilien
| Bezeichnung       | Beschreibung | Standort               | Kennzeichnung | Schutzstatus | Datum | Bild           |
| ----------------- | ------------ | ---------------------- | ------------- | ------------ | ----- | -------------- |
| Kirche St-Nicolas |              | Rue de l’Église (Lage) | PA00079199    | Inscrit      | 1925  | weitere Bilder |

## Liste der Objekte
| Bezeichnung               | Beschreibung                                         | Standort                        | Kennzeichnung | Schutzstatus | Datum | Bild |
| ------------------------- | ---------------------------------------------------- | ------------------------------- | ------------- | ------------ | ----- | ---- |
| Kanzel                    | aus dem 19. Jahrhundert                              | in der Kirche St-Nicolas (Lage) | PM52001964    | Inscrit      | 2019  |      |
| Taufbecken                | aus dem 16. Jahrhundert                              | in der Kirche St-Nicolas (Lage) | PM52001965    | Inscrit      | 2019  |      |
| Gemälde Heiliger Nikolaus | aus dem 19. Jahrhundert                              | in der Kirche St-Nicolas (Lage) | PM52001967    | Inscrit      | 2019  |      |
| Hauptaltar                | aus dem 18. Jahrhundert; mit Gemälden und Skulpturen | in der Kirche St-Nicolas (Lage) | PM52001966    | Inscrit      | 2019  |      |